# 7 Virginis
7 Virginis (b Virginis) é uma estrela na direção da Virgo. Possui uma ascensão reta de 11h 59m 56.92s e uma declinação de +03° 39′ 18.8″. Sua magnitude aparente é igual a 5.36. Considerando sua distância de 276 anos-luz em relação à Terra, sua magnitude absoluta é igual a 0.72. Pertence à classe espectral A1V.